# Stellungnahme zu existenziellem Risiko durch KI
Die Stellungnahme zu existenziellem Risiko durch KI ist eine am 30. Mai 2023 veröffentlichte kurze Erklärung zu existenziellem Risiko (Möglichkeit des Aussterbens der Menschheit) durch künstliche Intelligenz (KI), die von Hunderten Experten für künstliche Intelligenz und anderen namhaften Persönlichkeiten unterzeichnet wurde.

„Mitigating the risk of extinction from AI should be a global priority alongside other societal-scale risks such as pandemics and nuclear war.“

„Die Minderung des existenziellen Risikos durch KI sollte neben anderen Risiken von gesellschaftlichem Ausmaß wie Pandemien und Atomkrieg eine globale Priorität sein.“

Zum Zeitpunkt der Veröffentlichung zählten zu den Unterzeichnern über 100 KI-Professoren, darunter die beiden meistzitierten Computerwissenschaftler und Turing-Preisträger Geoffrey Hinton und Yoshua Bengio, sowie die wissenschaftlichen und geschäftsführenden Leiter mehrerer großer KI-Unternehmen und Experten für Pandemien, Klima, nukleare Abrüstung, Philosophie, Sozialwissenschaften und andere Bereiche. In der Medienberichterstattung wurden die Unterschriften mehrerer führender Vertreter der Technologiebranche hervorgehoben; andere Zeitungen äußerten daraufhin die Befürchtung, dass die Erklärung durch Öffentlichkeitsarbeit oder die Übernahme von Vorschriften motiviert sein könnte. Die Erklärung wurde kurz nach einem offenen Brief veröffentlicht, in dem eine Pause bei KI-Experimenten gefordert wurde.
Die Erklärung ist auf der Website des gemeinnützigen Center for AI Safety zu finden, das KI-Forschung und -Lobbyarbeit betreibt. Sie wurde mit einem Begleittext veröffentlicht, in dem es heißt, dass es immer noch schwierig sei, über die extremen Risiken der KI zu sprechen, und dass die Erklärung darauf abziele, dieses Hindernis zu überwinden. Der CEO des Zentrums, Dan Hendrycks, erklärte, dass „systemische Verzerrungen, Fehlinformationen, böswillige Nutzung, Cyberangriffe und Bewaffnung“ Beispiele für „wichtige und dringende Risiken der KI sind … nicht nur das Risiko des Aussterbens“, und fügte hinzu: „Gesellschaften können mehrere Risiken gleichzeitig handhaben; es ist nicht 'entweder/oder', sondern 'ja/und'“.
Der Premierminister des Vereinigten Königreichs, Rishi Sunak, retweetete die Erklärung und schrieb: „Die Regierung schaut sich das sehr genau an“. Die Pressesprecherin des Weißen Hauses, Karine Jean-Pierre, kommentierte die Erklärung mit den Worten: „KI ist eine der mächtigsten Technologien unserer Zeit. Aber um die Chancen, die sie bietet, zu nutzen, müssen wir zunächst ihre Risiken abmildern“.
Zu den bekannten Unterzeichnern gehören unter anderem: Sam Altman, Bill Gates, Peter Singer, Daniel Dennett, Sam Harris, Grimes, Stuart Russell, Jaan Tallinn, Vitalik Buterin, David Chalmers, Ray Kurzweil, Max Tegmark, Lex Fridman, Martin Rees, Demis Hassabis, Dawn Song, Ted Lieu, Ilya Sutskever, Martin Hellman, Bill McKibben, Angela Kane, Audrey Tang, David Silver, Andrew Barto, Mira Murati, Pattie Maes, Eric Horvitz, Peter Norvig, Joseph Sifakis, Erik Brynjolfsson, Ian Goodfellow, Baburam Bhattarai, Kersti Kaljulaid, Rusty Schweickart, Nicholas Fairfax, David Haussler, Peter Railton, Bart Selman, Dustin Moskovitz, Scott Aaronson, Bruce Schneier, Martha Minow, Andrew Revkin, Rob Pike, Jacob Tsimerman, Ramy Youssef, James Pennebaker und Ronald C. Arkin.